# American pale ale

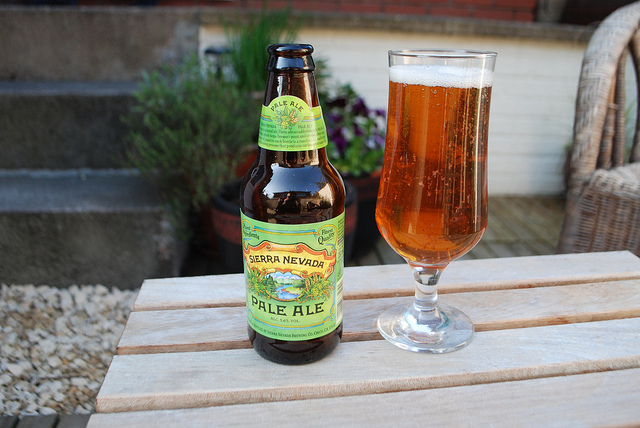
Una Sierra Nevada Pale Ale, tipico esempio di un'American pale ale

L'American pale ale (APA) è un tipo di pale ale prodotta negli Stati Uniti a partire dal 1980.
Le pale ale americane sono generalmente prodotte con circa il 5% di alcol per volume (la percentuale si aggira tra il 4.5% e il 6.2%) con consistenti quantità di luppolo americano, tipicamente della varietà denominata Cascade.
Anche se le birre prodotte in America tendono ad usare un lievito più pulito e il malto americano, è in particolare il luppolo americano che distingue una American pale ale dalle birre chiare britanniche o europee.
Le APA sono molto simili alle American India pale ale (American IPA), che sono considerate un sottogruppo delle IPA, e le differenze non sono sostanziali, tanto che diversi produttori etichettano le loro birre alternativamente con l'una o l'altra dicitura. Ad ogni modo le India pale ale americane hanno normalmente una gradazione alcolica maggiore e una luppolatura più intensa.
Lo stile è altresì simile a quello delle amber ale.

## Storia
La Anchor Liberty Ale, una birra al 6% di gradazione alcolica originariamente creata dalla Anchor Brewing Company come prodotto speciale nel 1975 per commemorare la cavalcata notturna di Paul Revere del 1775 che segnò l'inizio della Guerra d'indipendenza americana, fu descritta da Michael Jackson come la prima American ale moderna. Fritz Maytag, il proprietario della Anchor, aveva visitato alcuni birrifici britannici a Londra, nello Yorkshire e a Burton, raccogliendo informazioni sulle famigerate Pale ale. Da queste esperienze prese spunto per preparare la sua versione americana, usando soltanto malto piuttosto che la combinazione di malto e zucchero, la più comune nella produzione di quel periodo storico, facendo inoltre un uso imponente del tipo di luppolo americano denominato Cascade. La birra riscosse un netto successo e divenne un prodotto a distribuzione regolare a partire dal 1983.
Jack McAuliffe della New Albion Brewing Company preparò la sua New Albion Ale nel 1976, ispirandosi alle birre che aveva assaggiato in Scozia. La birra fu (all'epoca) preparata con vigorosa aggiunta del luppolo americano Cascade, rifermentato in bottiglia, non di colore paglierino, ma più scuro: tutte caratteristiche che le popolari birre del tempo, le lager chiare, non possedevano. Nonostante l'azienda produsse per meno di 6 anni solamente 7,5 barili di birra (circa 875 litri) a settimana, ispirò molti altri imitatori nel settore.
Il primo birrificio che commercializzò con successo l'utilizzo di una quantità significativa di luppolo americano nello stile delle American pale ale fu la Sierra Nevada Brewing Company, che produsse la prima tipologia sperimentale di birra denominata Sierra Nevada Pale Ale nel novembre 1980, distribuendo la versione definitiva a partire dal marzo 1981.
Un altro pioniere dell'American pale ale fu Bert Grant del birrificio Yakima Brewing.